# Rufin (commandant de cavalerie)
Ne doit pas être confondu avec Rufin (maître des soldats).
Rufin (en latin : Rufinus) est un officier militaire byzantin d'origine thrace actif en Afrique sous le règne de l'empereur Justinien (527-565). Il fait partie des subordonnés du général Bélisaire, peut-être en tant que l'un de ses gardes du corps, et grâce à son courage, il avait le droit de porter l'étendard du général au combat. En 533, il fait partie des quatre commandants de cavalerie envoyés par Bélisaire pour une expédition contre les Vandales ; les autres sont Pappus, Aïgan et Barbatus.
Compte tenu de l'omission de son nom sur la liste des officiers ayant participé à la bataille de Tricaméron, les auteurs de Prosopography of the Later Roman Empire suggèrent qu'il faisait partie de ceux qui sont restés avec Bélisaire. À l'été 534, lorsque Bélisaire rentre à Constantinople, Rufin reste en Afrique, près Aïgan, sous l'autorité du gouverneur Solomon. À la fin de la même année, probablement en tant que commandant de la cavalerie de Byzacène, Rufin et Aïgan ont tendu une embuscade a une bande de rebelles berbères, les tuant et libérant leurs prisonniers. En représailles, les forces berbères se sont regroupées et ont lancé une attaque contre les officiers. Rufin a été fait prisonnier et décapité par le chef berbère Medisinissas afin de ne pas causer plus de troubles aux Berbères.

## Référencement